# Un amore (film 1965)
Un amore è un film del 1965 diretto da Gianni Vernuccio, tratto dall'omonimo romanzo di Dino Buzzati.

## Trama
Milano. Antonio Dorigo è un architetto di quarantanove anni incapace di instaurare con una donna un rapporto di confidenza come ha con gli amici.
Antonio ha l'abitudine di frequentare la casa di appuntamenti della signora Ermelina. Un mattino fissa un appuntamento con una ragazza nuova. La ragazza, così lo avverte Ermelina al suo arrivo, è una ballerina della Scala ancora minorenne. Dorigo conosce così Adelaide detta Laide: rimastone subito attratto, si innamora per la prima volta in vita sua. Ma Laide non si lascia coinvolgere sentimentalmente e intende mantenere il rapporto con Dorigo solamente sul piano sessuale. Dorigo cerca di liberarsi dall'ossessione di questo suo amore senza riuscirci e presto Laide lascia la casa di appuntamenti per diventare la sua mantenuta, pur continuando a condurre la vita di sempre, insofferente verso Dorigo che considera vecchio e invadente. Dorigo, accecato dall'amore, non vuole rendersi conto dei vizi e delle bugie di Laide ma alla fine deve accettare la realtà, comprendendo che l'amore per la ragazza è stata un'illusione, che però ha riempito la sua vuota vita fino a quel momento dominata dalla paura della morte. Antonio lascia Laide e poi sposa una donna ricca che però non ama. Si rende conto allora che l'unico suo amore è Laide e, tramite Ermelina, fissa un nuovo appuntamento per incontrarla. Ma quando i due si rincontrano, Laide non ne vuole più sapere di Antonio.